# Heligmonevra nuda
Heligmonevra nuda är en tvåvingeart som beskrevs av Mario Bezzi 1906. Heligmonevra nuda ingår i släktet Heligmonevra och familjen rovflugor.
Artens utbredningsområde är Eritrea. Inga underarter finns listade i Catalogue of Life.